# Jacobo Borsa
Jacobo Borsa el calvo (el húngaro: Borsa Kopasz Jakab) (? – julio de 1317) fue un noble húngaro del siglo XIV. Ocupó el cargo de Nádor de Hungría.

## Biografía
Jacobo era miembro de la familia de los Borsa, la cual eran grandes propietarios de tierras en la provincia de Bihar. Desde 1284 hasta 1286 fue el jefe de caballería del rey húngaro. Bajo el reinado de Ladislao IV de Hungría primero se alió con la familia de los Csák y posteriormente cambió de bando uniéndose a los Kőszegi. De esta forma, Jacobo y su hermano Rolando adquirieron grandes territorios, convirtiéndose en señores feudales poderosos. Presuntamente ellos dos hicieron asesinar al rey Ladislao IV. Posteriormente se declararon vasallos de la familia Anjou y viajaron por un corto tiempo a Venecia. Jacobo fue entre 1290 y 1292 copero real, entre 1298 y 1300 gobernador de la región de Eslavonia, y a partir de 1307 fue Nádor de Hungría. 
En 1317 se alió con los otros poderosos nobles Ernye Ákos, con los hijos de Amadeo Aba y con Ladislao Kán, tras lo cual se alzaron contra el rey Carlos I Roberto de Hungría. En ese mismo año el rey húngaro envió a su comandante militar Dózsa Debreceni, quien les propinó una terrible derrota junto a la ciudad de Debrecen. Jacobo primero huyó a la fortaleza de Adorján y luego a la de Sólyomkő, pero los ejércitos del rey rodearon el castillo. Al poco tiempo se vio forzado a rendirse puesto que la guardia estaba muriendo de hambre en el castillo, tras lo cual el rey lo ejecutó.